# Küçükhacıbey, Eldivan
Küçükhacıbey là một xã thuộc huyện Eldivan, tỉnh Çankırı, Thổ Nhĩ Kỳ. Dân số thời điểm năm 2010 là 207 người.